# Turdus lawrencii
Turdus lawrencii е вид птица от семейство Turdidae.

## Разпространение
Видът е разпространен в Боливия, Бразилия, Венецуела, Еквадор, Колумбия и Перу.